# 372 Palma
372 Palma è un asteroide della fascia principale del diametro medio di circa 188,62 km. Scoperto nel 1893, presenta un'orbita caratterizzata da un semiasse maggiore pari a 3,1445055 UA e da un'eccentricità di 0,2625332, inclinata di 23,86231° rispetto all'eclittica.
Il suo nome è probabilmente dedicato alla città di Palma di Maiorca, il centro principale delle isole Baleari.